# Charles Holland (Sänger)

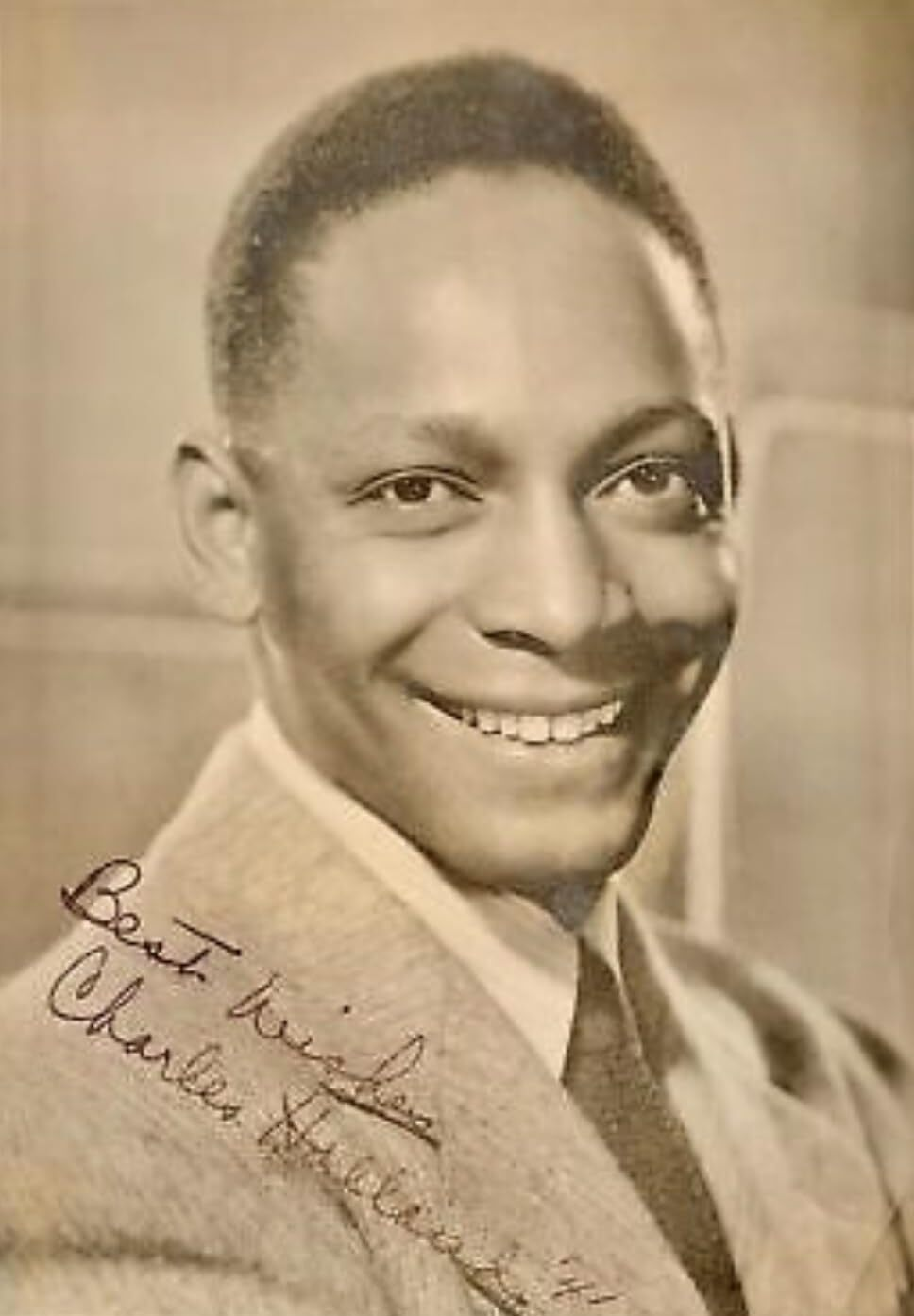
Charles Holland (c. 1941)

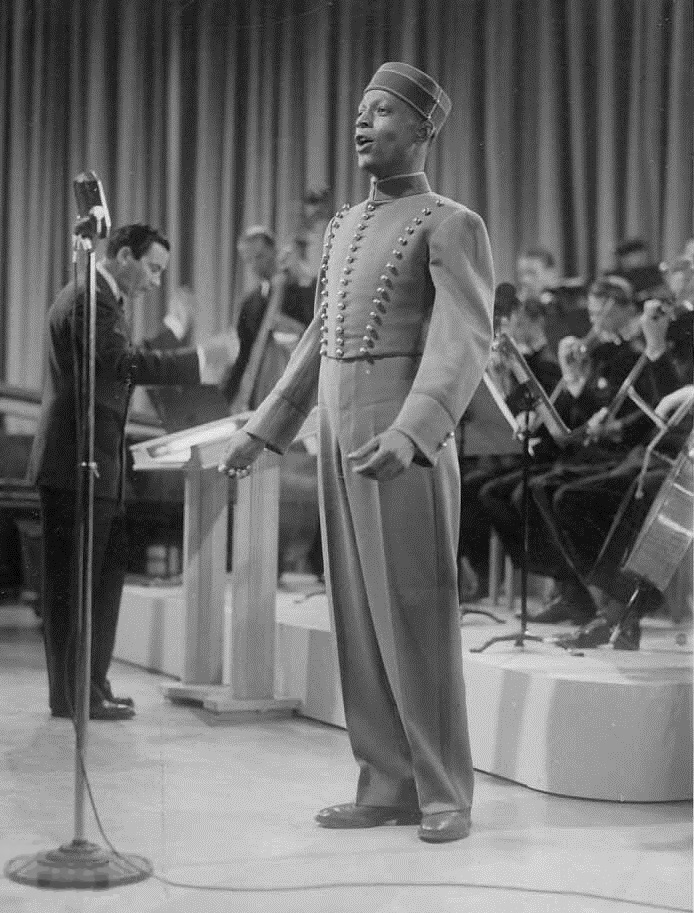
Holland im Film Hullabaloo (1940)

Charles Holland (* 27. Dezember 1909 in Norfolk, Virginia; † 7. November 1987 in Amsterdam) war ein US-amerikanischer Sänger (Tenor).

## Leben und Wirken
Charles Holland, ein Bruder des Jazztrompeters Peanuts Holland, hatte mit 14 Jahren Gesangsunterricht und begann seine Karriere als Sänger in den Vereinigten Staaten. In den 1930er-Jahren sang er in den Jazzorchestern von Benny Carter und Fletcher Henderson (1934, zu hören in „Harlem Madness“, Victor 21699), trat in Musicaltheatern auf und tourte mit dem Hall Johnson Choir; für 13 Wochen hatte er bei NBC eine eigene Radiosendung. Er zog nach Los Angeles, wo er weiter Unterricht nahm, und in den folgenden Jahren Rollen in Marc Connellys Drama Green Pastures und im Film Hullabaloo (1940) hatte. Schließlich verlagerte er sich musikalisch auf die klassische Musik und trat in Virgil Thomsons Four Saints in Three Acts, in Run Little Chillun’ von Hall Johnson und Marc Blitzsteins Airborne Symphony (1945) auf. Anlässlich seines Rezitaldebüts in der Town Hall von New York City 1940 lobte ihn Ross Parmenter in The New York Times (a refined and delicate artist with a light voice which was sweet and true).
Da jedoch Hollands Möglichkeiten, als Afroamerikaner im Bereich der klassischen Musik zu reüssieren, beschränkt waren, zog er 1949 nach Europa und ließ sich – nach einem kurzen Aufenthalt in Schweden – in Paris nieder. Er debütierte 1954 im Palais Garnier in Mozarts Die Zauberflöte und trat 1955 im Salle Favart in der Rolle des Nadir in Georges Bizets Les pêcheurs de perles auf. Er sang auch im französischen Rundfunk und Fernsehen, trat in London in Verdis Otello auf und gastierte in Europa, Australien, Neuseeland und Kanada in Operrollen und Liedrecitals. 1969 arbeitete Holland erstmals in den Niederlanden. Sein Comeback in der amerikanischen Musikszene wurde möglich, als er 1975 Dennis Russell Davies kennenlernte. Er tourte darauf ab 1977 mehrere Jahre mit Davies und nahm Schallplatten mit seinem Orchester auf. Die von ihm bei einem Konzert in Kalifornien 1977 dargebotene Arie O Souverain (aus El Cid) von Massenet inspirierte Laurie Anderson zu ihrem Song O Superman. 1981 hatte er einen erfolgreichen Konzertauftritt in New York City. 1982 hatte er sein Debüt in der Carnegie Hall; 1983 nahm er ein Album mit Spirituals auf, My Lord What a Mornin’, und im folgenden Jahr gastierte er erneut in New York.

## Diskographische Hinweise
- Marco Bakker En Charles Holland: I Believe (His Master’s Voice, 1970)